# گورویندر سینگ
گورویندر سینگ (انگلیسی: Gurvinder Singh) کارگردان فیلم و مستندساز اهل هند است.
وی برنده جایزه ملی فیلم بهترین کارگردانی شده‌است، سینگ بیشتر به دلیل ساخت فیلم به زبان پنجابی و حضور فیلم‌هایش در جشنواره فیلم کن و ونیز شناخته میشود.